# Gesamtkunstwerk Freie und Hansestadt Hamburg

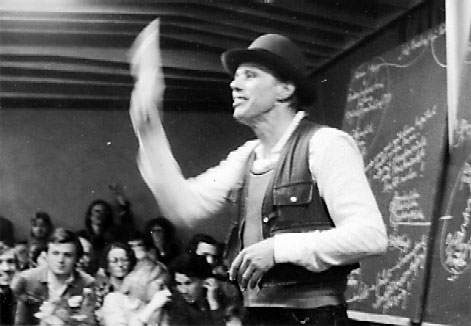
Joseph Beuys

Das Gesamtkunstwerk Freie und Hansestadt Hamburg war ein von Joseph Beuys (1921–1986) im Rahmen des von der Stadt Hamburg 1983 initiierten Wettbewerbs Stadt-Natur-Skulptur geplantes Projekt. Es war angelegt als Notrettung des zerstörten Stadtteils Altenwerder und den dort mit giftigem Elbschlick aufgehäuften Spülfeldern. Zugleich sollte es einen Prozess der radikalen Umgestaltung des gesamten Hamburger Stadtstaates einleiten. Durch ein Veto des damaligen Bürgermeisters Klaus von Dohnanyi wurde das Projekt im Juli 1984 gestoppt und nicht realisiert.

## Hintergrund
Im Mai 1983 wurde Joseph Beuys, neben anderen Künstlern, von der Kulturbehörde der Stadt Hamburg eingeladen, im Wettbewerb Stadt – Natur – Skulptur ein Kunstwerk für eine städtische Fläche seiner Wahl zu entwerfen. Dieser mit 400.000 DM dotierte Wettbewerb war angesiedelt im Rahmen des Programms Kunst im öffentlichen Raum, das 1981 in Hamburg die Kunst am Bau abgelöst hatte. Erklärtermaßen wurde ein Vorschlag gesucht, der die Gestaltung im Außenraum mit deutlichen gesellschaftlichen Bezügen ergänzte. Beuys hatte für seinen Projektvorschlag den Standort der umstrittenen Spülfelder in Hamburg-Altenwerder gewählt. Dieser Stadtteil, ein ehemaliges Fischerdorf, war nach einem Senatsbeschluss von 1973 zwangsentsiedelt und abgerissen worden. Ab 1979 wurde sein südlicher Teil für die Ablagerung ausgebaggerten Elbschlicks genutzt, jährlich deponierte die Stadt Hamburg ungefähr 2,5 Millionen Kubikmeter hochgradig durch Kadmium, Blei, Quecksilber und weiteren Schwermetallen und Industriegiften belasteten Elbsand. Dies war einerseits kostengünstiger als eine Entsorgung, verseuchte jedoch große Flächen und gefährdete das Grundwasser.

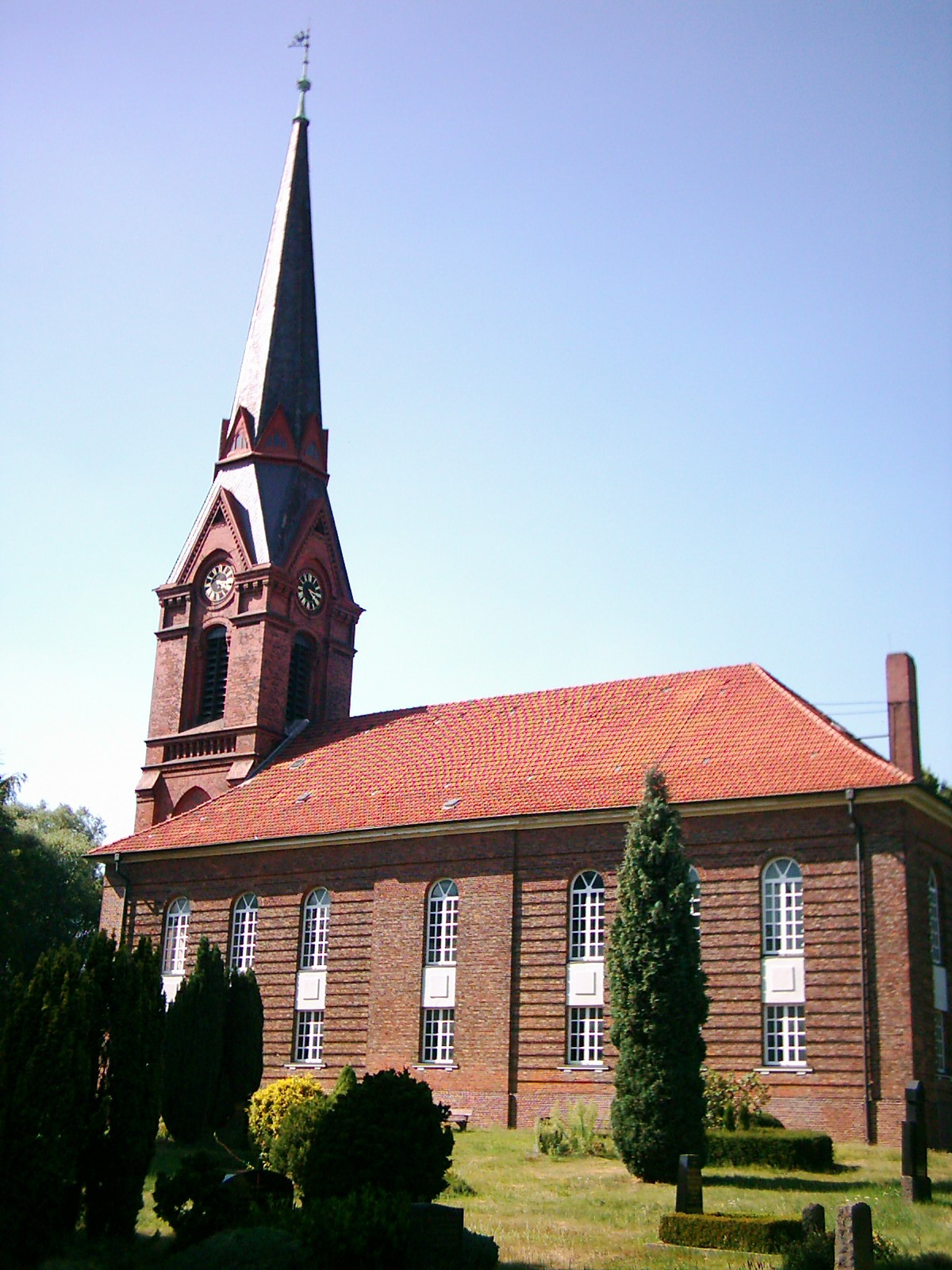
Die St.-Gertrud-Kirche von Altenwerder

Sowohl die Zwangsumsiedlung der Bewohner, der vollständige Abriss des traditionellen Fischerdorfs (lediglich die Kirche und der Friedhof blieben als Relikte) wie die Zerstörung des Naturraums bei gleichzeitiger hochgradiger Umweltbelastung und unabsehbarer Gesundheitsgefährdung hatten seit Anfang der 1970er Jahre zu massiven Protesten der Bevölkerung geführt. Diesen eindeutigen Vorrang der Hafen- und Wirtschaftspolitik vor Umwelt- und Sozialfragen griff Joseph Beuys als „größten ökologischen Problemfall Hamburgs“ mit seinem Projektentwurf des „Gesamtkunstwerks Freie und Hansestadt Hamburg“ kritisch auf. Im Juli 1984 erhielt er den Zuschlag durch die Kulturbehörde, die Umsetzung war für den Herbst 1984 geplant.

## Vision
In seiner Projektskizze problematisierte Beuys die Krise des traditionellen Kunstbegriffs, insbesondere im Außenraum, „wo er weitgehend zu äußerlicher Verschönerungs- und Dekorationstechnik verkommen“ sei, und verband dies mit einer Kritik an dem sozialen Gestaltungsdefizit angesichts drohender Umweltkatastrophen. Sein Vorschlag basierte auf dem von ihm entwickelten erweiterten Kunstbegriff der sozialen Plastik, der eine radikale gesamtgesellschaftliche Umorientierung forderte. Gestaltung umfasse demnach alle Bereiche der menschlichen Kreativität, auch die Entwicklung der Lebens- und Arbeitsbedingungen. Die Zielrichtung müsse sein, aus gemeinsamer Verantwortung ein ökologisches Gesamtkunstwerk zu schaffen. Das Projekt war die Vision eines ganzheitlichen, die gesellschaftliche Gegensätze zwischen Wirtschaft und Natur versöhnenden Handelns zur Bewältigung der bestehenden Umweltproblematik. Es sollte eine Umgestaltung des gesamten Hamburger Stadtstaates mit ökologischer Ausrichtung in Politik, Verwaltung, Darstellung und Außenraum einleiten und weitertreiben, genau das ist mit dem Titel Gesamtkunstwerk Freie und Hansestadt Hamburg benannt.

## Projekt
Das Werk selbst beinhaltete sowohl eine ästhetische wie eine politische Dimension. In der direkten Aktion wollte Joseph Beuys auf den Spülfeldern eine etwa zehn Zentner schwere, bearbeitete Basaltsäule aus seiner Serie Das Ende des 20. Jahrhunderts (1982–1983) abwerfen, der Sand dieser „zur Wüste gewordenen Wirtschaftsfläche“ sollte zuvor mit Samen schnell wachsender Pflanzen vermischt werden. Gedacht war diese Aktion als der symbolische Auftakt eines einzuleitenden Veränderungsprozesses: der Basalt als Ausdruck erstarrter Energie, dessen Bearbeitung mit Blei als Hinweis auf die Umweltverseuchung, der Abwurf sodann sollte den Anstoß zum Umdenken darstellen, die Samen, die sich durch die Wucht eines Abwurfs verteilen, eine Wandlung der „Todeszone“ in eine „Kunstzone“ bewirken. Der symbolischen Handlung, die Beuys gezielt mit seiner Prominenz in die Öffentlichkeit bringen wollte, sollte der konkrete Eingriff in das Gelände als eine Art Nothilfe durch Bepflanzung mit ausgewählten, geeigneten Bäumen, Sträuchern und Gräsern folgen, die in der Lage gewesen wären, schädliche Ablagerungen zu binden und weitere Versickerungen in das Grundwasser zumindest zu verzögern. Er stellte hier einen direkten Zusammenhang mit seinem 7000 Eichen-Projekt für die documenta 7 1982 in Kassel her.

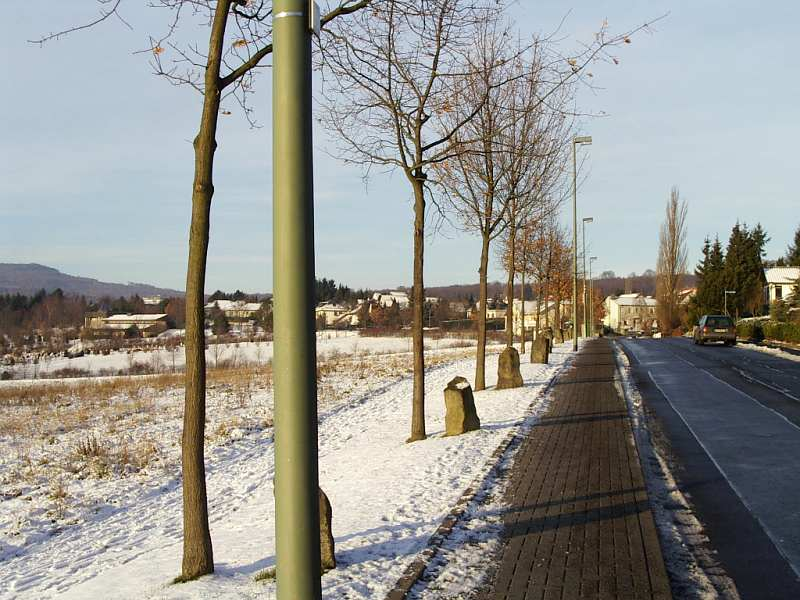
Ausschnitt aus dem Projekt 7000 Eichen in Kassel

Die politische Dimension des Projekts sollte parallel und aus der ästhetischen Aktion weiterentwickelt, ein komplexer und langfristig angelegter gesellschaftlicher Prozess sein. Als Anlaufstelle eines Forums sollte in der Hamburger Innenstadt ein Büro eingerichtet werden, in dem durch einen permanenten Diskurs, ähnlich der später entwickelten Form des Runden Tischs,  Politik, Verwaltung, Umweltverbände, Firmen, Fakultäten der Universitäten und Kulturvertreter eine ökologisch orientierte Umgestaltung des gesamten Stadtstaates Hamburg vorantrieben. Dazu sollte der Etat des Wettbewerbs von 400.000 DM als Grundstock in eine Stiftung eingebracht und eine kontinuierliche Finanzierung gesichert werden. Die Kosten des ästhetischen Aspekts, also des Basalt-Abwurfs und der Pflanzung, wollte Beuys privat zahlen.
Nach Bekanntgabe der Erteilung des Zuschlags des Wettbewerbs für dieses Projekt an Joseph Beuys durch die damalige Kultursenatorin Helga Schuchardt, setzte in Hamburg eine zwei Wochen andauernde Pressepolemik ein. Der damalige erste Bürgermeister Klaus von Dohnanyi erklärte daraufhin öffentlich, das Projekt sei keine Kunst, legte entgegen der Entscheidung der Kulturbehörde am 24. Juli 1984 sein Veto ein und beendete die weitere Entwicklung des Gesamtkunstwerks. Damit wurde eine kulturkonservative Entscheidung vorgeschoben, um eben das durchzusetzen, was Beuys mit dem Projekt angegriffen hatte, nämlich den wirtschaftlichen Vorrang vor kulturellen, umweltpolitischen und sozialen Aspekten.

## Rezeption
Innerhalb der Ausstellung Alles im Fluss. Ein Panorama der Elbe, die vom 6. November 2007 bis 6. Juni 2010 im Altonaer Museum zu sehen war, wurde mehr als 23 Jahre nach dem Veto und 21 Jahre nach dem Tod des Künstlers erstmals in Hamburg öffentlich eine umfangreiche Dokumentation des Gesamtkunstwerks Freie und Hansestadt Hamburg gezeigt. In einer kritischen Nachbetrachtung wurde die Ablehnung als unwürdige Provinzposse gesehen, aber auch als deutliches Zeichen verstanden, wie weit Kunst im politischen Raum wirken kann. Die radikale Idee von Joseph Beuys nahm die Einsicht vorweg, „die heute im realpolitischen Leitkonzept einer integrativen Nachhaltigkeit soziale, ökonomische und ökologische Problemlagen als Wirkungsgeflecht erkennt“.
Eine weitere Rezeption fand in dem sogenannten iba sommer wilhelmsburg im Jahr 2008 statt. In Vorbereitung der Internationalen Bauausstellung (IBA) Hamburg 2013 stand die Öffentlichkeits- und Kulturarbeit unter dem Motto Natur – Kultur. Im dazugehörigen zentralen Archiv der Künste, in dem „Tonne“ genannten Gebäude am Vehringkanal, war eine Teildokumentation des Gesamtkunstwerks ausgestellt. Damit mussten die vielgestaltigen aktuellen Kunstprojekte einen Vergleich mit der Utopie und Radikalität des Projektes von Beuys auf sich nehmen.